# 統一派位 (中學)
統一派位（簡稱CA）是香港中學學位分配辦法中第二階段的學位分配方法，第一階段是自行分配學位。本方法適用申請參與統一派位的中學所提供的學位，主要是官立中學及政府津貼中學。
2020年起，如果小六學生已於第一階段（即自行分配學位）中取得學位（每年3月或4月公佈結果），而家長亦接受入讀該校，便不需要參加統一派位的程序。
參加統一派位的小六學生，一般於自行分配學位放榜後收到統一派位申請表、統一派位申請須知以及所屬校網中學一覽表，家長須於5月上旬將統一派位申請表經子女交回子女就讀小學，再呈上教育局。
統一派位結果一般於每年7月首週公佈。

## 分配準則
統一派位是以以下三項作為分配的準則：
- 派位組別
- 選校意願（統一派位申請表）
- 隨機編號

### 派位組別
2001年之前，統一派位有5個組別。2001年，教育局將學生成績組別由5個減為3個，聲稱是為了減少學生和就讀學校的標籤。
目前，香港教育局會按學生小五及小六三次呈分試的名次，及所屬小學的中一入學前香港學科測驗成績，將全港的學生分為三個派位組別，即是第一派位組別、第二派位組別和第三派位組別（所謂的Band 1、Band 2和Band 3），作跨區派位時使用，亦會按區將學生分為區內的Band 1、Band 2和Band 3，作為本區派位之用。。
如小六學生所在小學並無參加呈分試，但該學生又想參加統一派位，教育局會在第三派位組別（Band 3）派完之後再予以安排，坊間俗稱第四派位組別（Band 4），但是官方並無此講法。根據資料，香港2023年有11所小學不參加呈分試。
坊間有不少家長以為，香港教育局就著學校的教育質素，而將學校分為以上三個組別，因而有「Band 1中學」的說法，甚至有家長以中六學生之香港中學文憑考試成績定義「Band 1中學」。但其實香港教育局從未對外提供中學組別數據，只會將小六學生分為三個組別。因此所謂“Band 1中學”，只是坊間一個標簽，用於對應“大部分小六時屬於Band 1的學生入讀的中學”。
另外，由於在同一派位辦法中，本區派位會根據區內的三個組別來派位，因此不同區的所謂Band 1、Band 2和Band 3所代表的成績未必一樣，有機會出現以下兩種情況：
- A區普遍學生的質素比B區差，即A區Band 1之中成績較遜色的學生（即所謂該區的「Band 1尾」），比B區Band 2之中成績比較好的學生（即所謂該區的「Band 2頭」）表現更差；
- A區普遍學生的質素比B區好，可能出現A區的「Band 2頭」實質表現比B區「Band 1尾」更好。

#### 英文中學
相對於并無準確定義的“Band 1中學”，香港教育局對於“英文中學”之定義（可以「全開英文班」的中學）比較清晰，所以大部分小學公佈升中成績時，會傾向使用“英文中學”，而避免使用“Band 1中學”。

### 統一派位申請表
在統一派位的申請表上，包含兩個部份：
- 第一部份（甲部）為不受學校網限制的申請，
- 第二部份（乙部）是按學生所屬中學校網的申請。

統一派位申請表和自行分配學位申請表之不同，就是統一派位的申請表不需填寫學校的名字，而是只需填寫學校的編號。
2019年或之前，無論有否申請自行分配學位，均須交回統一派位選校表格，因為自行分配學位及統一派位的結果是同一時間公佈，家長事前是不會知道是否已經成功在自行分配程序取得心儀學校的學位。2020年起，教育局會在每年3月或4月公佈自行分配學位結果，如果子女已取得學位亦接受入讀該校，便不需要交回統一派位申請表格。
此外，家長不需要在同一部份重複填寫相同的學校編號，因這樣電腦將只會視作一個選擇，導致浪費申請的機會；但申請人可於甲部和乙部重複填寫相同的學校編號。

### 隨機編號
隨機編號，是由電腦分配予每位參與派位的學生以作同一派位組別中的排名。隨機編號與申請人的任何資料無關，包括學生的派位組別。

## 跨網派位申請方法
由於本區學校是以小學所在校網決定，所以如果家庭居住於第二個校網，家長便需要申請轉校網。家長可於每年十二月和三月經小學向教育局申請跨網派位，如申請獲審批，學生將轉往居住的地區進行派位，否則將於小學所在校網進行派位，申請一經審批，不得再作任何的變更。

## 保留學位
經扣除重讀生學位及自行分配學位後，直屬學校可為其小學保留最多百分之八十五的學位，而聯繫學校則可為其小學保留最多百分之二十五的學位。只要申請人在乙部的第一選擇填寫該直屬學校或聯繫學校的學校編號，而且是學校網的第一或第二派位組別的學生，便能使用這些保留的學位，而部份學校也會收取第三派位組別的學生，即全收。

## 結果公佈
2019年或之前，統一派位的結果將與自行分配學位的結果一同公佈，公佈日期約為每年的七月的第一個星期。
2020年起，自行分配學位結果會先行在3月或4月公佈，獲取錄的學生會以書信及電話通知家長。而統一派位的結果，維持在七月的第一個星期公佈。

## 資料來源
1. ↑  容, 寶樹. . 教育局. 2020-08-18  [2024-01-04]. （原始内容存档于2023-02-16） （中文（香港））.
2. ↑   (PDF). 教育局學位分配組. 2023-01-11  [2023-02-02]. （原始内容存档 (PDF)于2023-02-02）.
3. ↑  . 學好啲. 2023-11-12  [2024-04-08]. （原始内容存档于2024-09-11）.
4. 1 2  . 教育局學位分配組. 2022-11-10  [2023-02-02]. （原始内容存档于2023-10-25）.

## 外部連結
- 教育局 - 中學學位分配辦法內容 （页面存档备份，存于）